# Thank God It's Christmas
〈Thank God It's Christmas〉는 영국의 록 밴드 퀸의 크리스마스 싱글이다. 이 노래는 리드 기타리스트 브라이언 메이와 드러머 로저 테일러가 작곡했다.
1984년 11월 26일에 발매된 싱글곡은 1984년 크리스마스 동안 6주 동안 영국 차트에서 보냈고 1985년 새해에는 21위로 정점을 찍었다.
이 곡은 1999년에 발매된 퀸의 《Greatest Hits III》에만 나오는 퀸의 스튜디오 음반에는 처음 발표되지 않았고 1995년 《Made in Heaven》 음반의 싱글 〈A Winter's Tale〉의 B-사이드로도 발표되었다. 그러나, 그 트랙은 마침내 그들의 음반 《The Works》의 디럭스 에디션과 함께 포장된 보너스 EP에 포함되었고, 2011년에 다시 발매되었다.
그 트랙을 위한 홍보 비디오는 촬영되지 않았다.
이 곡은 크리스마스 편집본인 《The Edge of Christmas》에 드럼 인트로 12인치의 풀버전으로 나온다.

## 참여 인원
- 프레디 머큐리 - 리드와 백 보컬
- 브라이언 메이 - 일렉트릭 기타, 신시사이저, 백 보컬
- 로저 테일러 - 드럼, 드럼 머신, 슬레이벨, 신시사이저, 백 보컬
- 존 디콘 - 베이스 기타

## 인증
| 국가                               | 인증     | 판매량/출하량 |
| ---------------------------------- | -------- | ------------- |
| 덴마크 (IFPI Danmark)              | 플래티넘 | 90,000        |
| 독일 (BVMI)                        | 플래티넘 | 500,000       |
| 영국 (BPI)                         | 골드     | 500,000       |
| 판매량+스트리밍을 기반으로 한 인증 |          |               |